# Vincent van Gogh Biennial Award for Contemporary Art in Europe
Vincent van Gogh Biennial Award for Contemporary Art in Europe, kort Vincent Award, är ett internationellt pris för samtida unga europeiska konstnärer, som vanligtvis delas vartannat år  av ett nederländskt museum.
Vincent Award instiftades år 2000 av Broere Foundation till minne av Monique Zajfen (1939 - 95), som var en nära vän till familjen Broere och innehavare av Gallerie 121 i Antwerpen i Belgien. Det delades ut första gången år 2000, 2002 och 2004 av Bonnefantenmuseum i Maastricht i Nederländerna. Åren 2006 och 2008 delades det ut av Stedelijk Museum i Amsterdam. År 2014 delas det ut av Gemeentemuseum i Haag enligt ett samarbetsavtal mellan stiftelsen och museet som sträcker sig till 2020.
Priset är på 50.000 euro.
Nominerade för 2014 års pris är Pierre Huyghe från Frankrike,  Manfred Pernice från Tyskland, Willem de Rooij från Nederländerna, Anri Sala från Albanien och Gillian Wearing från Storbritannien. 

## Pristagare
- 2014 planerat tillkännandegivande av vinnare 21 november
- 2012 inget pris utdelat
- 2010 inget pris utdelat
- 2008 - Deimantas Narkevicius, född 1964, litauisk filmskapare och skulptör, juryutsedd pristagare, samt Francis Alÿs, belgisk-mexikansk performancekonstnär, publikutsedd pristagare (utdelade av Stedelijk Museum)
- 2006 - Wilhelm Sasnal, född 1972, polsk målare (utdelat av Stedelijk Museum)
- 2004 - Paweł Althamer, polsk skulptör (utdelat av Bonnefantenmuseum)
- 2002 Neo Rauch, tysk målare (utdelat av Bonnefantenmuseum)
- 2000 Eija-Liisa Ahtila, finländsk videoartist och fotograf (utdelat av Bonnefantenmuseum)